# 埃尔韦
埃尔韦（義大利語：Erve），是意大利莱科省的一个市镇。总面积6平方公里，人口786人，人口密度131.0人/平方公里（2009年）。国家统计（ISTAT）代码为097034。